# Ameryka (Olsztynek)
Ameryka (deutsch Pagelshof, bis 1917 Amerika) ist ein kleiner Ort in der polnischen Woiwodschaft Ermland-Masuren und gehört zur Gmina Olsztynek (Stadt- und Landgemeinde Hohenstein i. Ostpr.) im Powiat Olsztyński (Kreis Allenstein).

## Geographische Lage
Ameryka liegt im südlichen Westen der Woiwodschaft Ermland-Masuren, 25 Kilometer südöstlich der einstigen Kreisstadt Osterode in Ostpreußen (polnisch Ostróda) bzw. 21 Kilometer südwestlich der heutigen Kreismetropole Olsztyn (deutsch Allenstein).

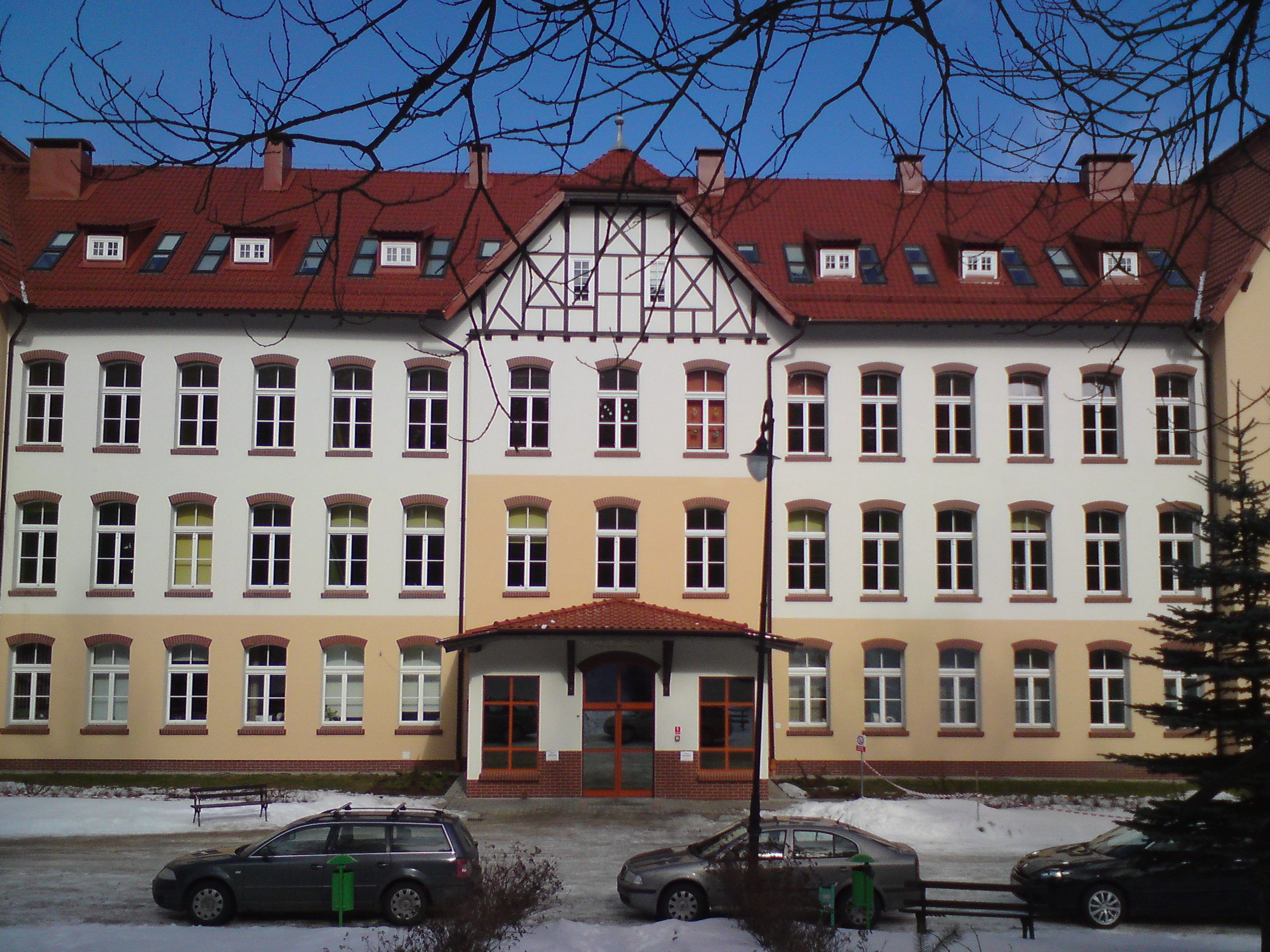
Ehemalige Lungenheilstätte Pagelshof und heutiges Kinderheim in Ameryka

## Geschichte
Im Jahre 1835 wurde das Gut Pagelshof gegründet. Es war Teil der Stadt Hohenstein i. Ostpr. (polnisch Olsztynek) im Kreis Osterode in Ostpreußen. Ein späterer Besitzer aus dem Ermland – er war in Amerika zu viel Geld gekommen – gab dem Gut den Namen „Amerika“. Als Willy Pagel – der Gutsfamilie aus Tannenberg (polnisch Stębark) entstammend – das Gut 1917 erwarb, änderte er den Namen zurück in „Pagelshof“ mit der Begründung, Amerika habe soeben Deutschland den Krieg erklärt. Den neuen Namen trug der Ort ab dem 4. Oktober 1917.
Im Jahre 1932 war das Gut 228 Hektar groß, davon wurden 170 Hektar als Ackerland, 24 Hektar als Wiesen und 31 Hektar als Wald genutzt. Der Viehbestand umfasste 17 Pferde, 65 Rinder und 120 Schweine.
Für Pagelshof und die gesamte Region von besonderer Bedeutung war die  Lungenheilstätte. Sie stand unter der Leitung von Dr. Walter Lièvin, dem Vater des Schauspielers Albert Lieven, der hier geboren wurde.
Mit dem gesamten südlichen Ostpreußen wurde Pagelshof 1945 in Kriegsfolge an Polen überstellt. Der Ort erhielt zunächst die polnische Namensform „Pagłowo“, wurde dann jedoch wieder in „Ameryka“ umbenannt. Er gehörte bis 1993 zu einer Kolchose mit einem Areal von 1940 Hektar. Das Gebäude der Lungenheilstätte ist noch erhalten und dient heute als Erholungsheim für Kinder.

## Kirche
Bis 1945 war Pagelshof in die evangelische Pfarrkirche Hohenstein (Ostpreußen) in der Kirchenprovinz Ostpreußen der Kirche der Altpreußischen Union sowie in die römisch-katholische Pfarrei Hohenstein im Bistum Ermland eingepfarrt.
Heute gehört Ameryka katholischerseits zur Kirche in Gryźliny (Grieslienen) im jetzigen Erzbistum Ermland, evangelischerseits weiterhin zur Stadt Olsztynek, deren Kirchengemeinde jetzt eine Filialgemeinde der Christus-Erlöser-Kirche Olsztyn in der Diözese Masuren der Evangelisch-Augsburgischen Kirche in Polen ist.

## Verkehr
Ameryka liegt an einer Nebenstraße, die von Olsztynek über Stawiguda (Stabigotten) nach Olsztyn (Allenstein) führt. Sie verläuft parallel zur Schnellstraße 51, deren nächstgelegene Anschlussstelle Olsztynek-Wschód („Hohenstein-Ost“) ist.
Die nächste Bahnstation ist Gryźliny (Grieslienen) an der Bahnstrecke Działdowo–Olsztyn (deutsch Soldau–Allenstein).